# 新潟運輸
新潟運輸株式会社（にいがたうんゆ）は、新潟県を本拠に関東・近畿・中部・東北に物流ネットワークを持つ、特別積合せ貨物運送事業を中心とする総合運輸業会社である。
社章は赤色で筆書き風の丸印に「運」の字をあしらう形になっている上、グループ企業に丸運建設や丸運交通等を有していることから地元では『丸運』とも呼ばれているが、同業の丸運との関連は無い。
なお、新潟運輸のグループ企業の多くも同様の社章を用いているが、それらは各社とも僅かに異なるのが特徴である。

## 概要
新潟運輸は1943年10月1日に新潟地区貨物自動車として設立された。その後、同社は、新潟運輸建設への改称を経て、現在の社名になっている。
同社の主力は一般貨物(特積み)事業であり、この事業はシルバー便の名称で展開されている。
また、シルバー宅配便(日本郵便との提携でシルバーゆうパックに変更された)という名称で小荷物・軽貨物(宅配便)も取り扱っている。
なお、同社は、運輸業の他にも倉庫業や警備業も行っており、グループ会社で建設業・宿泊業・醸造業・卸売業・小売業・サービス業等も営んでいる。

## 沿革
- 1943年10月1日 ‐ 新潟地区貨物自動車として設立される
- 1956年2月 ‐ 新潟運輸建設に改称する
- 1961年3月 ‐ 東京支社管内の営業を日本新潟運輸(後に新潟運輸倉庫)として分離独立させる
- 1965年5月 ‐ 倉庫業を開始する
- 1984年8月 ‐ 新潟運輸に改称する
- 1986年1月 ‐ 新潟運輸倉庫を吸収合併する
- 1995年7月 ‐ 警備業を開始する
- 2004年11月 ‐ 特定信書便の取り扱い(郵便業)を開始する

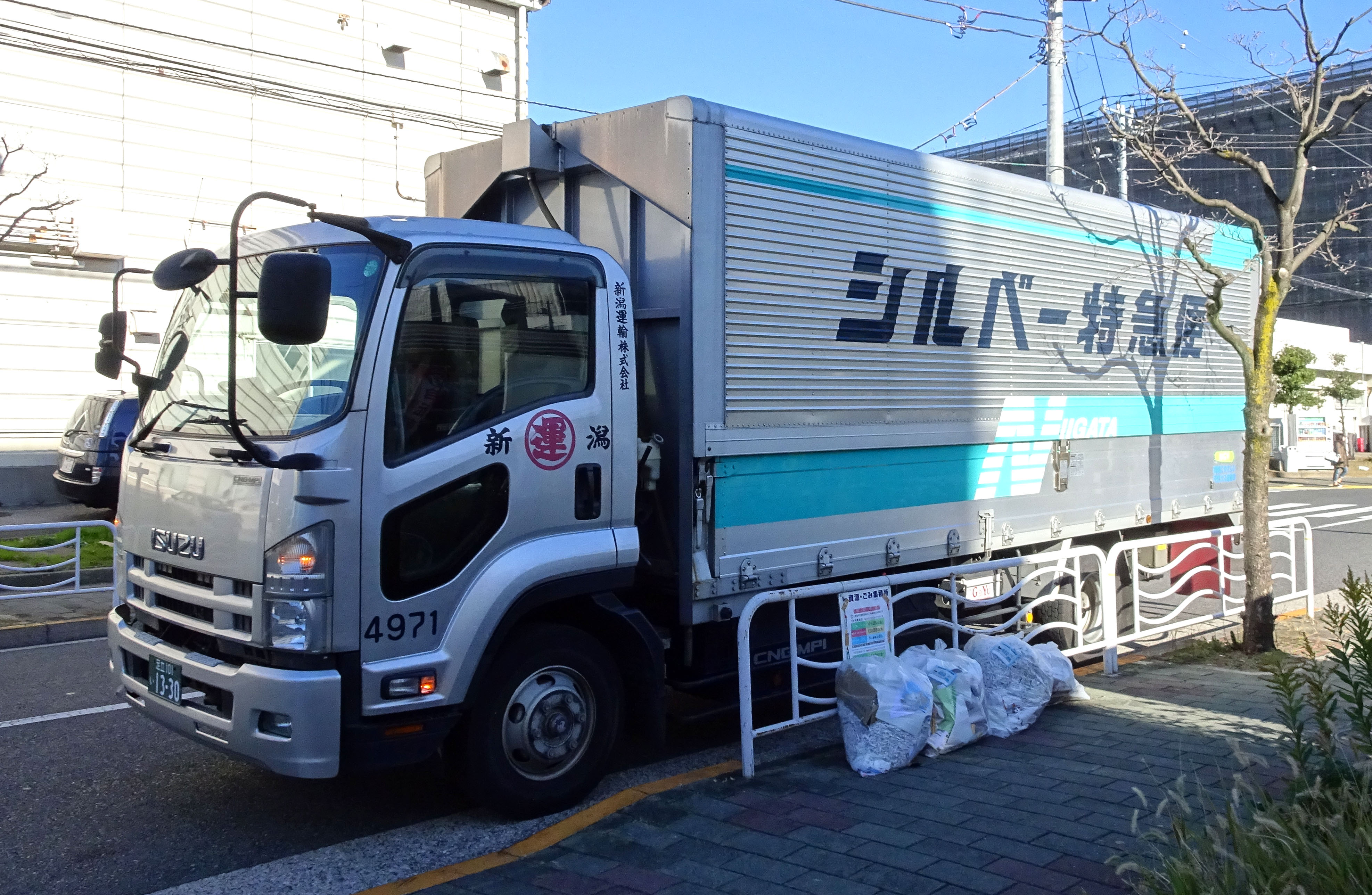
新潟運輸のトラック外観。

## グループ企業
新潟運輸は運輸業を中心とした業種に子会社を所有している。
運輸業 (運送)
- エヌ・ユー総合物流
- 新潟通運
- 新潟トラック運送
- 丸運輸送
- 丸運交通
- 丸新輸送
- 巻運送
- 長岡運輸
- 八海運送
- 上越運送
- 東京トラック運送
- 東京急便
- 神奈川急便
- 茨城急送
- 大南運送
- 大阪トラック運送
- 東北新潟運輸
- 中国新潟運輸
- 鳥取貨物運送

サービス業 (自動車整備)
- 丸運自動車工業
- 信濃車体製作所
- トラックターミナルサービス

建設業
- 丸運建設
- NUホーム

教育・学習支援業 (各種学校)
- 新潟中央自動車学校
- 巻中央自動車学校
- 新潟自動車学校
- エヌ・ユー情報サービス

卸売業
- 宏商物産

小売業
- アブミーアベニュー

醸造業
- 弥彦酒造

宿泊業 (旅館・ホテル)
- 萬恒産 (ホテル万長)
- トキワ恒産 (新潟イーストホテル)

運輸業 (タクシー・観光バス)
- 日の出交通